# Lett nyelv
A lett nyelv (lettül: latviešu valoda) Lettország hivatalos nyelve. Lettországban 1,4 millióan, az ország területén kívül mintegy 150 ezren beszélik anyanyelvként.
A lett nyelv az indoeurópai nyelvcsalád balti csoportjába, azon belül a kelet-balti alcsoportba tartozik; sem a germán, sem a szláv nyelvek közé nem sorolható.
Legközelebbi és egyetlen élő rokona a litván nyelv, amelytől azonban a szókincse oly mértékben eltér, hogy nem értik meg egymást a beszélők.
A lett ragozó nyelv több analitikus formával, három nyelvjárással és germán szintaktikus hatásokkal rendelkezik. Ez utóbbi oka a 12. századtól a második világháború végéig tartó erős német hatás (a Német Lovagrend uralma, a századokig fennálló livóniai német városok és azok polgársága, a német területekkel való szoros kapcsolatok). Két nyelvtani nemet különböztet meg, hím- és nőnemet. A névszóknak hagyományosan 7 esete van: alany, birtokos, részes, tárgy, eszközhatározói, helyhatározói és megszólító. Ugyanakkor ebből már csak ötöt tartanak számon valódi esetként, ugyanis az insztrumentálisz egybeesett egyes számban a tárgyesettel, többes számban pedig a datívusszal. A vokatívusz pedig sok esetben megegyezik a nominatívusszal vagy jelöletlen marad.
Keleti változata a latgal nyelv, amely Lettországban hivatalosan csak nyelvjárásnak számít, azonban saját sztenderdje és irodalmi hagyományai vannak.

## Besorolás

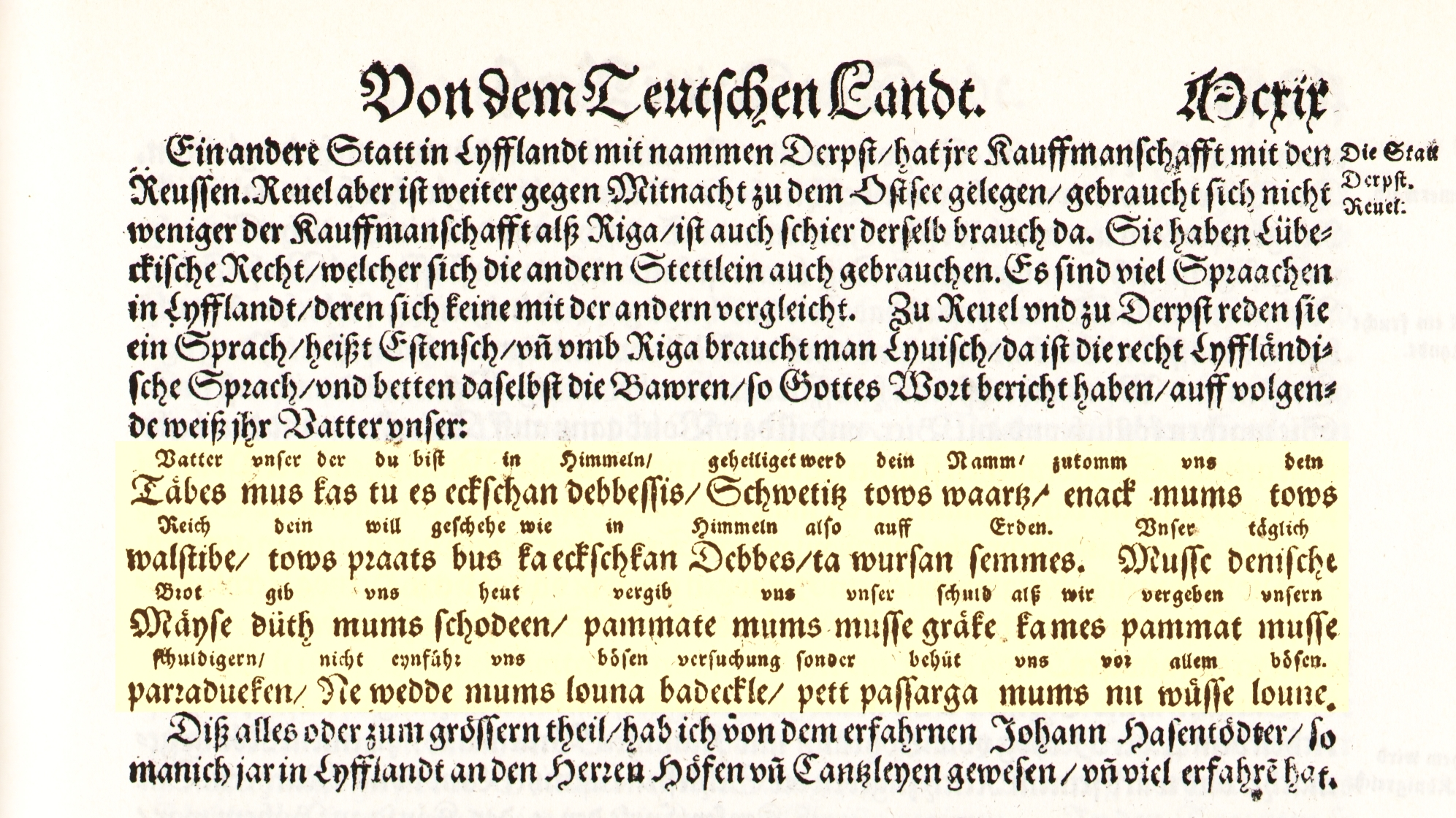
A Miatyánk lett nyelven (Sebastian Münster Cosmographey című könyvéből 1588)

A lett nyelv főbb nyelvjárásai

A lett az indoeurópai nyelvek külön ágát alkotó balti nyelvek közül az egyik élő nyelv (a másik a legközelebbi rokona, a litván). A lettet és a litvánt tartják a legarchaikusabbnak az élő indoeurópai nyelvek közül, vagyis ezek állnak a legközelebb a nyelvcsalád közös őséhez, az indoeurópai alapnyelvhez. Legközelebbi élő rokonaik a szláv és a germán nyelvek.

## Írás
- Egykor a lett helyesírás a német rendszeren alapult. A 20. század elején ezt leváltotta a mai, a letthez jobban alkalmazható változat. Napjainkban a lett ábécé 33 betűből áll:

| A | Ā | B | C | Č | D | E | Ē | F | G | Ģ | H | I | Ī | J | K | Ķ | L | Ļ | M | N | Ņ | O | P | R | S | Š | T | U | Ū | V | Z | Ž |
| a | ā | b | c | č | d | e | ē | f | g | ģ | h | i | ī | j | k | ķ | l | ļ | m | n | ņ | o | p | r | s | š | t | u | ū | v | z | ž |

- A magánhangzók hosszúságának jelentésmegkülönböztető szerepe is lehet (pl: ja - ha, jā - igen).
- Az eltérő hangértékű betűk: ģ = magyar gy hang, ķ = magyar ty hang, ņ = magyar ny hang, ļ = lágyan ejtett l hang (palóc ly hang, a sztenderd magyarból eltűnt).
- Az e és o betűket kétféleképpen ejtik, amit írásban nem jelölnek (kivéve néhány nyelvkönyvben egy alulpontozással).
- Az e betűt ejthetik úgy mint a magyar e hangot (pl.: tu esi - te vagy, ejtsd: tu eszi), de úgy is mint egy rövid á hangot, tulajdonképpen egy nyílt e hang (pl.: es esmu - én vagyok, ejtsd: esz ászmu).
- Az o betűt is kétféleképpen ejtik. A régebbi lett eredetű szavakban az o hang egyfajta uo diftongusként hangzik, kis á mellékhanggal (pl.: Ļoti patīkami - Örvendek, ejtsd: Ļuoti patíkami). Az újabb keletű jövevényszavakban pedig a magyarhoz is hasonló o hangként (mint monoftongus) ejtik (pl.: kino - mozi, ejtsd: kino).

## Nyelvtan
- A lett nyelvben a hangsúly szinte mindig az első szótagra esik, kevés kivételtől eltekintve (pl.: labrīt, labdien, paldies).
- A lett nyelvben nincs névelő. Ugyanakkor megvannak a módjai a határozottság jelölésének, például melléknevek vagy sorszámok esetén (pl.: pirmajā stavā - az első emeleten, lielais zilonis - egy/a nagy elefánt).

### Főnévragozás
- A lett főnevek hímneműek vagy nőneműek lehetnek. Három-három ragozást különböztetünk meg a főnevek végződésének függvényében.
- A hímnemű főnevek lehetnek -s vagy -š végűek (pl.: galds - asztal, ceļš - út); vagy -is végűek (pl.: brālis - fiútestvér), illetve ide tartozik néhány -s végű hímnemű főnév is (pl.: ūdens - víz, rudens - ősz stb.) továbbá -us végűek, ide relatíve kevés főnév tartozik (pl.: alus - sör, tirgus - piac).
- A nőnemű főnevek -a vagy -e végűek(pl.: māja - ház, ģimene - család). Csupán néhány nőnemű főnévnek van -s végződése (pl.: nakts - éjszaka).
- A hímnemű főnevek ragozását az alábbi táblázatok mutatják be:

|            | Egyes szám | Többes szám |
| ---------- | ---------- | ----------- |
| Nominatīvs | -s; -š     | -i          |
| Genitīvs   | -a         | -u          |
| Datīvs     | -am        | -iem        |
| Akuzatīvs  | -u         | -us         |
| Lokatīvs   | -ā         | -os         |

|            | Egyes szám | Többes szám |
| ---------- | ---------- | ----------- |
| Nominatīvs | -is; -s    | -(j)i       |
| Genitīvs   | -(j)a; -s  | -(j)u       |
| Datīvs     | -im        | -(j)iem     |
| Akuzatīvs  | -i         | -(j)us      |
| Lokatīvs   | -ā         | -(j)os      |

- A (j) hang a végződés előtti lágyítást hivatott jelölni, pl.: brālis - brāļa; az ide tartozó kivételek közül (mint pl.: rudens, ūdens nem lágyulnak egyes szám birtokos esetben) csak a suns (kutya) lágyul meg egyes szám birtokos esetben is suņa.

|            | Egyes szám | Többes szám |
| ---------- | ---------- | ----------- |
| Nominatīvs | -us        | -i          |
| Genitīvs   | -us        | -u          |
| Datīvs     | -um        | -iem        |
| Akuzatīvs  | -u         | -us         |
| Lokatīvs   | -ū         | -os         |

- A nőnemű főnevek ragozását az alábbi táblázatok mutatják be:

|            | Egyes szám | Többes szám |
| ---------- | ---------- | ----------- |
| Nominatīvs | -a         | -as         |
| Genitīvs   | -as        | -u          |
| Datīvs     | -ai        | -ām         |
| Akuzatīvs  | -u         | -as         |
| Lokatīvs   | -ā         | -ās         |

|            | Egyes szám | Többes szám |
| ---------- | ---------- | ----------- |
| Nominatīvs | -e         | -es         |
| Genitīvs   | -es        | -u          |
| Datīvs     | -ei        | -ēm         |
| Akuzatīvs  | -i         | -es         |
| Lokatīvs   | -ē         | -ēs         |

|            | Egyes szám | Többes szám |
| ---------- | ---------- | ----------- |
| Nominatīvs | -s         | -is         |
| Genitīvs   | -s         | -(j)u       |
| Datīvs     | -ij        | -īm         |
| Akuzatīvs  | -i         | -is         |
| Lokatīvs   | -ī         | -īs         |

- A (j) ismét csak a bekövetkező lágyításokat hivatott jelölni, pl.: nakts - nakšu
- A főnévragozás során végbemenő mássalhangzó-változásokat az alábbi táblázatban foglaljuk össze:

| változás | példa                       |
| -------- | --------------------------- |
| p – pj   | upe - upju folyó            |
| b – bj   | gulbis – gulbju hattyú      |
| m - mj   | zeme – zemju föld           |
| v - vj   | dzērve – dzērvju daru       |
| l – ļ    | brālis – brāļu fiútestvér   |
| n – ņ    | dvīnis – dvīņu iker         |
| ll – ļļ  | lelle – leļļu baba          |
| nn – ņņ  | pinne – piņņu pattanás      |
| ln – ļņ  | vilnis – viļņu hullám       |
| sl – šļ  | kāpslis – kāpšļu kengyel    |
| zl – žļ  | zizlis – zižļu gumibot      |
| sn – šņ  | krāsns – krāšņu tűzhely     |
| zn – žņ  | zvaigzne – zvaigžņu csillag |
| st – š   | rīkste – rīkšu pálca        |
| s – š    | lasis – lašu lazac          |
| t – š    | nakts – nakšu éjszaka       |
| z – ž    | vāze – vāžu váza            |
| d – ž    | briedis – briežu szarvas    |
| c – č    | lācis – lāču medve          |
| dz – dž  | dadzis – dadžis / bogáncs   |

- Az eszközhatározós esetet (insztrumentálisz-t) az ar - val/vel elöljárószóval és az azt követő főnév tárgyesetével képezzük, pl.: Es braucu ar mašīnu. - Autóval utazom.
- A megszólító esetet a mai nyelvkönyvek már nem tárgyalják külön esetként. A megszólító eset többes számban mindig egybeesik az alanyeset végződésével.
- A megszólító eset egyes számban legtöbbször megegyezik az alanyesettel az I.,IV.,V. és VI. típusú ragozásba tartozó főneveknél (pl.: Mans dēls! - Fiam!). Ez nem vonatkozik a személynevekre, ahol a vokatívuszban álló személynév jelöletlen, pl.: Gūnars - Gūnar!, Jānis - Jāni!.
- A II. és III. ragozási típusba tartozó főnevek vokatívusza megegyezik a tárgyeset végződésével (pl.: mans brāli! - fivérem!).
- A vokatívuszban gyakran előfordul, hogy a kicsinyítő képzős, becéző szavaknak is jelöletlen a vokatívusza (pl.: Māmiņ! - Anyuka!), illetve több főnévnek van párhuzamosan több is, pl.: tēvs! vagy tēv!, māte! vagy māt!, stb.

### Főnevek képzése
- A lett nyelvben nagyon gyakori a főnevek képzése a különböző képzők segítségével. Főnév képezhető másik főnévből, igéből, melléknévből, számnévből, határozószóból is. Ezek közül a leggyakrabban használtakat lentebb foglaljuk össze:
  - főnévből: -nieks/niece pl.: galds (asztal) - galdnieks (asztalos); -ājs/ējs pl.: skola (iskola) - skolotājs (tanár), pārdot (eladni) - pārdevējs (eladó).
  - melléknévből: -ība pl.: jauns (fiatal) - jaunība (fiatalság), vesels (egészséges) - veselība (egészség); -ums pl.: kluss (csendes) - klusums (csend).
  - igéből: -šana pl.: zināt (tudni) - zināšana (tudás), pārdot (eladni) - pārdošana (eladás).
  - határozószóból: -ne pl.: tagad (most) - tagadne (jelen idő).
- A főnevek képzésén belül az egyik leggyakrabban használt képzők a diminutívok, vagyis a kicsinyítő képzők. Ezek sokszor nem csak a szó becéző jellegét, hanem jelentését enyhén módosítva, annak egyfajta emfatikus jelleget is kölcsönöznek. A kicsinyítőképzők igen sokfélék és változatosak, ezek közül a leggyakrabban használtakat foglaljuk össze az alábbiakban.

| Ragozási típus | Hímnem   | Nőnem  |
| -------------- | -------- | ------ |
| -s/š, -a       | dēliņš   | māsiņa |
| -is, -e        | brālītis | upīte  |
| -us, -s        | alutiņš  | actiņa |

- Egyes alakoknál mássalhangzó-változás mehet végbe, pl.: cilvēks - cilvēciņš, sniegs - sniedziņš, stb.
- Előfordul pár kivétel is, pl.: sirds - sirsniņa, govs - gotiņa, nakts - naksiņa.
- Ugyanakkor pár főnév a végződése ellenére NEM diminutívval képzett főnév, pl.: kaimiņš (szomszéd), ciemiņš (látogató).

### Melléknevek
- A melléknevek - határozatlan - ragozása hímnemben megegyezik az első ragozással, nőnemben pedig a negyedik ragozással.
- A lett nyelvben lehetőség van a határozottság kifejezésére melléknevekkel, ekkor a mellékneveket az alapesettől eltérően ragozzuk, ezt az alábbi táblázatban foglaljuk össze:

|            | Hímnem, egyes szám | Hímnem, többes szám | Nőnem, egyes szám | Nőnem, többes szám |
| ---------- | ------------------ | ------------------- | ----------------- | ------------------ |
| Nominatīvs | lielais            | lielie              | lielā             | lielās             |
| Genitīvs   | lielā              | lielo               | lielās            | lielo              |
| Datīvs     | lielajam           | lielajiem           | lielajai          | lielajām           |
| Akuzatīvs  | lielo              | lielos              | lielo             | lielās             |
| Lokatīvs   | lielajā            | lielajos            | lielajā           | lielajās           |

- A lett nyelvben is hasonlóan lehet fokozni a mellékneveket, akárcsak a magyarban. A melléknév határozatlan és határozott alakja is lehet alap-, közép- és felsőfokú. A melléknevek fokozását az alábbi táblázatokban foglaljuk össze:

|                     | alapfok | középfok | felsőfok     |
| ------------------- | ------- | -------- | ------------ |
| Hímnem, egyes szám  | liels   | lielāks  | vislielākais |
| Hímnem, többes szám | lieli   | lielāki  | vislielākie  |
| Nőnem, egyes szám   | liela   | lielāka  | vislielākā   |
| Nőnem, többes szám  | lielas  | lielākas | vislielākās  |

- A felsőfokú melléknevekre jellemző, hogy legtöbbször határozott ragozásban használatosak.
- Az egyetlen rendhagyó alak a daudz (sok) szó alakjai: daudz - vairāk (több) - visvairākais (legtöbb).
- Összehasonlításkor a középfokú mellékneveket az alábbi szavakkal használják:
  - A par (-ról/ért) elöljárószóval amely után a főnév tárgyesetben áll, pl.: brālis ir vecāks par māsu - a báty idősebb a húgnál
  - A nekā/kā (mint) partikulával mely után a főnév alanyesetben áll. Előbbit állító, utóbbit tagadó összehasonlításkor használják, pl.: brālis ir vecāks nekā māsa - a báty idősebb a húgnál; vagy māsa nav vecāka kā brālis - a húg nem idősebb mint a báty.

### Névmások
- A lett nyelvben hasonlóképpen a magyarhoz vannak személyes, birtokos, mutató, kérdő, vonatkozó stb. névmások.
- A személyes névmások közül a viņš, viņa eredetileg mutató névmásokból alakultak ki, így ragozásuk a hímnem I. és a nőnem IV. ragozási típusa szerint alakul.
- Viszont az es, tu, mēs és jūs névmások nyelvtani szempontból közömbösek, ragozásuk eltér, ezt az alábbi táblázatban foglaljuk össze:

|           | es    | tu    | mēs   | jūs   |
| --------- | ----- | ----- | ----- | ----- |
| Genitīvs  | manis | tevis | mūsu  | jūsu  |
| Datīvs    | man   | tev   | mums  | jums  |
| Akuzatīvs | mani  | tevi  | mūs   | jūs   |
| Lokatīvs  | manī  | tevī  | mūsos | jūsos |

- Birtokos névmások külön nem tartoznak a harmadik személyhez (ezek a ragozásból jövő: viņa/viņas/viņu alakok), illetve a többes szám első és második személyhez, ez utóbbiakhoz a személyes névmások megkövesedett genitívuszi formájával fejezik ki: 'mūsu, jūsu.
- Ugyanakkor az egyes szám első és második személyhez tartozó külön alakok (mans/mana - enyém, tavs/tava - tied) a hímnem első és a nőnem negyedik ragozási típusa szerint kell ragozni, akárcsak a savs/sava (saját) birtokos névmást. Ez utóbbit akkor használatos ha a mondatban szereplő cselekvő személy és a birtokos személye ugyanaz.
- A lett nyelv mutató névmásai a: šis/šī - ez, tas/tā - az, šāds/šāda - ilyen, tāds/tāda - olyan. A mutató névmásokhoz tartoznak még a viņš/viņa is, ha nem személyre vonatkoznak és nem személyes névmásként lépnek fel. Habár a lett nyelvben ezek az alakok csak a távolabbi elhelyezkedés, vagy időszakasz jelölésére szolgálnak.
- A šāds/šāda és a tāds/tāda névmások a hímnemben az első, nőnemben a negyedik ragozási típusba tartoznak, ám a šis/šī és a tas/tā névmásoknak külön ragozása van, melyet az alábbi táblázatban foglalunk össze:

|           | šis   | tas  | šī      | tā   |
| --------- | ----- | ---- | ------- | ---- |
| Genitīvs  | šā/šī | tā   | šās/šīs | tās  |
| Datīvs    | šim   | tam  | šai     | tai  |
| Akuzatīvs | šo    | to   | šo      | to   |
| Lokatīvs  | šajā  | tajā | šajā    | tajā |

|           | šie   | tie   | šīs   | tās   |
| --------- | ----- | ----- | ----- | ----- |
| Genitīvs  | šo    | to    | šo    | to    |
| Datīvs    | šiem  | tiem  | šīm   | tām   |
| Akuzatīvs | šos   | tos   | šīs   | tās   |
| Lokatīvs  | šajos | tajos | šajās | tajās |

- Kérdő névmások a kas (ki, mi), kurš/kura (melyik), kāds/kāda (milyen). A kurš/kura és kāds/kāda névmások a hímnem első és a nőnem negyedik ragozási típusa szerint ragozódik.
- A kas névmás nemben és számban nem változik, egyaránt vonatkozik mind élőlényekre, mind élettelen tárgyakra. A kas névmás alakjait alább foglaljuk össze:

|           | kas        |
| --------- | ---------- |
| Genitīvs  | kā         |
| Datīvs    | kam        |
| Akuzatīvs | ko         |
| Lokatīvs  | kur (kamī) |

- A kamī alak már csak nyelvjárásokban létezik, az irodalmi nyelvben a kur kérdőszó szilárdult meg.
- A kas (ki, mi), kurš/kura (melyik), kāds/kāda (milyen) vonatkozó névmásokként is funkcionálhatnak, ha mellékmondat kezdődik velük, ragozásuk ilyenkor is a fentebb említett módon valósul meg.
- A lett nyelvben előforduló határozott névmások ragozása is a hímnem első és a nőnem negyedik ragozási típusa szerint ragozódik. Eeket a névmások a következők: pats/pata/pati (maga), katrs/katra (mindegyik), ikkatrs/ikkatra (mindenféle), ikkurš/ikkura (minden),  ikviens/ikviena (bármelyik), viss/visa (mind). Ide sorolható még az abi/abas (mindkettő) szó is, melyet egyes nyelvkönyvek gyakran a számnevek közé sorolnak.
- A határozatlan névmásokhoz - a vonatkozó névmásokon kívül - tartoznak a dažs/daža (egyes, némely, valamely), cits/cita (más), otrs/otra (másik).
- A tagadó névmásokat a ne- prefixummal képzik, ezek a következők lehetnek nekas (semmi), nekas cits (semmi más), it nekas (egyáltalán semmi), nekāds (semmilyen), neviens (senki, egy sem). A neviens/neviena névmások jelentésükből adódóan csak egyes számban használatosak.

### Igeragozás
- A lett nyelvben az igéket tövük illetve képzésük szerint három csoportra szokás bontani. Az első csoportba tartoznak azok az egyszótagból álló igék melyeknek ragozása rendkívül változatos, illetve gyakoriak a mássalhangzó-változások jelen időben. Álljon itt egy példa, az ēst (enni) ige:

|                  | Egyes szám, jelen | Többes szám, jelen | Egyes szám, múlt | Többes szám, múlt | Egyes szám, jövő | Többes szám, jövő |
| ---------------- | ----------------- | ------------------ | ---------------- | ----------------- | ---------------- | ----------------- |
| Első személy     | ēdu               | ēdam               | ēdu              | ēdām              | ēdīšu            | ēdīsim            |
| Második személy  | ēd                | ēdat               | ēdi              | ēdāt              | ēdīsi            | ēdīsit            |
| Harmadik személy | ēd                | ēd                 | ēda              | ēda               | ēdīs             | ēdīs              |

- De gyakori még a k:c és g:dz változás (pl.: braukt - braucu), a zárt és nyílt e,ē váltakozása(pl.: jelen idő, nyílt ē-t ejtünk: ēdu, de zártat múltban: ēdu), a lágyítások elmaradása az egyes szám második személyű alakoknál (pl.: es ceļu - tu cel; celt - építeni); a magánhangzók kvantitása illetve egyéb változásai i:ie/ē, u:ū (pl.: likt - lieku helyezni; pirkt - pērku vásárolni); illetve a különböző szuffixumok betoldása -st-,-j-,-n- (pl.: salt - salstu fázni; ļaut - ļauju megengedni; skriet - skrienu futni).
- A második ragozási típusba az ā, ē és o tövű igék tartoznak, pl.: runāt - beszélni, meklēt - keresni, gatavot - készíteni, legjellemzőbb rájuk, hogy az egyes szám második személy és a harmadik személyű alakok jelen időben egyaránt jelöletlenek maradnak, egy példa:

|                  | Egyes szám, jelen | Többes szám, jelen | Egyes szám, múlt | Többes szám, múlt | Egyes szám, jövő | Többes szám, jövő |
| ---------------- | ----------------- | ------------------ | ---------------- | ----------------- | ---------------- | ----------------- |
| Első személy     | runāju            | runājam            | runāju           | runājām           | runāšu           | runāsim           |
| Második személy  | runā              | runājat            | runāji           | runājāt           | runāsi           | runāsit           |
| Harmadik személy | runā              | runā               | runāja           | runāja            | runās            | runās             |

- A harmadik csoportba tartozó igék két alcsoportra oszthatóak, az -āt, -ēt tövűekre (pl.: gribēt - akarni) illetve az -īt, -īnāt tövű igékre (pl.: lasīt - olvsani, zināt - tudni), egy példa ragozásukra:

|                  | Egyes szám, jelen | Többes szám, jelen | Egyes szám, múlt | Többes szám, múlt  | Egyes szám, jövő | Többes szám, jövő  |
| ---------------- | ----------------- | ------------------ | ---------------- | ------------------ | ---------------- | ------------------ |
| Első személy     | gribu - zinu      | gribam - zinām     | gribēju - zināju | gribējām - zinājām | gribēšu - zināšu | gribēsim - zināsim |
| Második személy  | gribi - zini      | gribat - zināt     | gribēji - zināji | gribējāt - zinājāt | gribēsi - zināsi | gribēsit - zināsit |
| Harmadik személy | grib - zina       | grib - zina        | gribēja - zināja | gribēja - zināja   | gribēs - zinās   | gribēs - zinās     |

- Ezen kívül vannak még visszaható igék is (pl.: atpūsties - pihenni) illetve olyan igék melyeknek normál és visszaható alakja is van (pl.: mācīt - tanítani, mācīties - tanulni; mazgāt - mosni, mazgāties - mosakodni).
- A visszaható igék ragozását az alábbi táblázatban foglaljuk össze:

|                  | Egyes szám, jelen | Többes szám, jelen | Egyes szám, múlt | Többes szám, múlt | Egyes szám, jövő | Többes szám, jövő |
| ---------------- | ----------------- | ------------------ | ---------------- | ----------------- | ---------------- | ----------------- |
| Első személy     | -os               | -amies; -āmies     | -os              | -āmies            | -os              | -imies            |
| Második személy  | -ies              | -aties; -āties     | -ies             | -āties            | -ies             | -ities            |
| Harmadik személy | -as; -ās          | -ās; -ās           | -ās              | -ās               | -ies             | -ies              |

- A lett igék ragozása E/3 és T/3 alakban azonosak.
- A létige (būt) ragozása rendhagyó:

|            | Egyes szám, jelen | Többes szám, jelen | Egyes szám, múlt | Többes szám, múlt | Egyes szám, jövő | Többes szám, jövő |
| ---------- | ----------------- | ------------------ | ---------------- | ----------------- | ---------------- | ----------------- |
| 1. személy | Es esmu           | Mēs esam           | Es biju          | Mēs bijām         | Es būšu          | Mēs būsim         |
| 2. személy | Tu esi            | Jūs esat           | Tu biji          | Jūs bijāt         | Tu būsi          | Jūs būsit         |
| 3. személy | Viņš/Viņa ir      | Viņi/Viņas ir      | Viņš/Viņa bija   | Viņi/Viņas bija   | Viņš/Viņa būs    | Viņi/Viņas būs    |

- Ezenkívül még két rendhagyó ragozású ige található a lett nyelvben, a menni ige (iet) és az adni ige (dot), ezek ragozása az alábbiak szerint történik:

|            | Egyes szám, jelen | Többes szám, jelen | Egyes szám, múlt | Többes szám, múlt | Egyes szám, jövő | Többes szám, jövő |
| ---------- | ----------------- | ------------------ | ---------------- | ----------------- | ---------------- | ----------------- |
| 1. személy | Es eju            | Mēs ejam           | Es gāju          | Mēs gājām         | Es iešu          | Mēs iesim         |
| 2. személy | Tu ej             | Jūs ejat           | Tu gāji          | Jūs gājāt         | Tu iesu          | Jūs iesit         |
| 3. személy | Viņš/Viņa iet     | Viņi/Viņas iet     | Viņš/Viņa gāja   | Viņi/Viņas gāja   | Viņš/Viņa ies    | Viņi/Viņas ies    |

|            | Egyes szám, jelen | Többes szám, jelen | Egyes szám, múlt | Többes szám, múlt | Egyes szám, jövő | Többes szám, jövő |
| ---------- | ----------------- | ------------------ | ---------------- | ----------------- | ---------------- | ----------------- |
| 1. személy | Es dodu           | Mēs dodam          | Es devu          | Mēs devām         | Es došu          | Mēs dosim         |
| 2. személy | Tu dod            | Jūs dodat          | Tu devi          | Jūs devāt         | Tu dosi          | Jūs dosit         |
| 3. személy | Viņš/Viņa dod     | Viņi/Viņas dod     | Viņš/Viņa deva   | Viņi/Viņas deva   | Viņš/Viņa dos    | Viņi/Viņas dos    |

- Az igék tagadását a megfelelően ragozott igealak elé tett ne- prefixummal képezzük, ami minden igére érvényes, egyetlen kivétel a būt - lenni ige 3. személyű alakja ir - van melyből nav - nincs lesz.
- Az igék képzésében igen fontos szerepet játszanak az igekötők, amelyek gyakran megváltoztatják, új jelentést adnak az igének. Az igekötők a következők lehetnek:

| igekötő | jelentése | példa                       |
| ------- | --------- | --------------------------- |
| aiz-    | el-       | aiziet - elmenni            |
| ap-     | körül     | apiet - körüljárni          |
| at-     | vissza    | atdot - visszaadni          |
| ie-     | be-       | ienākt - bejönni            |
| iz-     | ki-       | iziet - kimenni             |
| no-     | le-       | noiet - lemenni             |
| pa-     | mentén    | paiet - elmenni vmi mellett |
| pār-    | át-       | pāriet - átmenni            |
| pie-    | oda-      | piebraukt - odautazni       |
| sa-     | össze-    | sanākt - összegyűlni        |
| uz-     | fel-,rá-  | uziet - felmenni            |

- Az igekötős igék általában egy már befejezett cselekvést fejeznek ki, pl.: darīt - csinálni, DE padarīt - megcsinálni; lasīt - olvasni, DE izlasīt - kiolvasni/elolvasni.
- A ne- tagadó prefixum ugyanúgy kapcsolható az igekötős igékhez is.

### Igemódok
- A lett nyelvben öt igemód van, kijelentő, felszólító, feltételes, kötelező (debitívusz) és referatív mód.
- A felszólító mód általában jelen idejű cselekvést fejez ki és legtöbbször személyes névmás sem kapcsolódik hozzájuk.
- A felszólító mód egyes szám második (pl.: nest - nes! vidd!), többes szám harmadik személyű alakjai egybeesnek a jelen idejű, a többes szám első személyű alakja pedig az ige jövő idejű formájával (pl.: nesīsim! - vigyük!). A harmadik személyű alakokhoz járul még a lai (hadd) szócska is (pl.: lai nes! - (hadd) vigyék!).
- A többes szám második személyű alakot az egyes szám második személyű alakból képezzük az -iet - visszaható igék esetében az -ieties - rag hozzásadásával (pl.: brauciet! - utazzatok!, priecājieties! - örüljetek!).
- A feltételes módnak két változata van egyszerű és összetett. Az egyszerű alakot a főnévi igenév tövéből képezzük a -tu - visszaható igék esetében a -tos - szuffixum hozzáadásával, pl.: brauktu - utaznék, mācītos - tanulnék.
- Az összetett alakot a būt ige feltételes módú alakjából és a főige melléknévi igenevéből képezzük, pl.: es būtu braucis - elutaztam volna. A feltételes módhoz gyakran járul a kaut (bár, bárcsak) szócska is (pl.: kaut viņš ātrāk atnāktu - bárcsak mielőbb jönne).
- A kötelező mód alapalakját az ige jelen idejű harmadik személyű alakjából a jā- prefixummal képzik (pl.: man jāiet - mennem kell), kivétel a jābūt. Ehhez járul még a cselekvő személye datívuszban, illetve a létige megfelelő idejű alakja, mely jelen időben elhagyható (pl.: man bija jāiet - mennem kellett, man būšu jāiet - (majd) mennem kell).
- A referatív mód a függő beszédhez hasonlatos, ezen igenemre jellemző az igék -ot - illetve visszahatók esetében az -oties - végződés. Egyszerű alakját a megfelelő idejű igealakból képezzük, pl.: māte teica, ka es jau labi lasot - anya azt mondta, hogy már jól olvasok; man runā, ka viņa drīz precēšoties - azt mondják nekem, hogy hamarosan férjhez megy.
- A referatív mód összetett alakjait a létige referatív módú alakjával képezzük esmu - esot / būšot illetve a főige múlt idejű melléknévi igenevéből.
- A szenvedő igenem leggyakrabban tárgyas igékkel fordul elő, melyet a būt, tikt (válni vmivé) segédigékkel képeznek.
- A szenvedő igealak lehet múlt, jelen és jövő idejű is, pl.: tiek celta jauna skola - új iskola épül, skola bija uzcelta jau pagājušajā gadā - az iskola már tavaly felépült, nākošgad tiks celta vēl viena skola - jövőre még egy iskola fog felépülni.

### Számok
- A számneveket is egyeztetni kell nemben az őt követő főnévvel, az alábbi táblázat mutatja a tőszámneveket egytől tízig:

|    | Hímnemű alak | Nőnemű alak |        |
| -- | ------------ | ----------- | ------ |
| 1  | viens        | viena       |        |
| 2  | divi         | divas       |        |
| 3  | trīs         | trīs        | trīs   |
| 4  | četri        | četras      |        |
| 5  | pieci        | piecas      |        |
| 6  | seši         | sešas       |        |
| 7  | septiņi      | septiņas    |        |
| 8  | astoņi       | astoņas     |        |
| 9  | deviņi       | deviņas     |        |
| 10 | desmit       | desmit      | desmit |

- A tíz desmit, száz simt és ezer tūkstoš számnevek nem ragozhatóak, de van ragozható alakjuk is amit csak hímnemben használunk, ezek a következők: desmits, simts és tūkstotis.
- Az összetett számnevek esetében mindig csak az utolsó, az egyeseket jelentő elemet kell ragozni, amit egyeztetni kell nemben és esetben az őt követő főnévvel (pl.: piecdesmit viens gads - 51 év, simts divdesmit viena diena - 121 nap).
- A számneveket hímnemben az 1. ragozás szerint, nőnemben a 4. ragozás szerint ragozzuk.
- A trīs (három) számnévnek külön ragozás van, eltérő esetragokkal, ugyanakkor viselkedhet ragozatlan számnévként is. Ragozását az alábbi táblázatban foglaljuk össze:

|            | Hímnemű alak         | Nőnemű alak         |
| ---------- | -------------------- | ------------------- |
| Nominatīvs | trīs                 | trīs                |
| Genitīvs   | triju (trīs)         | triju (trīs)        |
| Datīvs     | trim (trijiem, trīs) | trim (trijām, trīs) |
| Akuzatīvs  | trīs                 | trīs                |
| Lokatīvs   | trijos (trīs)        | trijās (trīs)       |

- A sorszámnevek hímnemben: -ais, nőnemben: -ā végződést kapnak, ragozásuk megegyezik a határozott melléknevek ragozásával.
- A sorszámnevek első két tagját más tőből képezzük, mint a többit, a sorszámneveket 1-10 az alábbi táblázatban foglaljuk össze:

|    | Hímnemű alak | Nőnemű alak |
| -- | ------------ | ----------- |
| 1. | pirmais      | pirmā       |
| 2. | otrais       | otrā        |
| 3. | trešais      | trešā       |
| 4. | ceturtais    | ceturtā     |
| 5. | piektais     | piektā      |
| 6. | sestais      | sestā       |
| 7. | septītais    | septītā     |
| 8. | astotais     | astotā      |
| 9  | devītais     | devītā      |
| 10 | desmitais    | desmitā     |

### Határozószók
- Határozószavakat több szófajból is képezhetünk, ezek módjait az alábbiakban foglaljuk össze.
- Néhány határozószó eredetét nehéz megállapítani, ezeket hívjuk elsődleges határozószóknak, pl.: te - itt, tur - ott, jau - már, tad - mikor, stb.
- Határozószavak képzése főnevekből, pl.: gods (becsület) - godam (becsületesen), kājas (lábak) - kājām (gyalogosan), stb.
- Határozószavak képzése melléknevekből legtöbbször -i képzővel történik végződést teszünk (pl.: labs - jó -→ labi - jól, skaists - szép -→ skaisti - szépen) de ehelyett gyakran használatos a -ām képző is (pl.: lēns - lassú -→ lēni vagy. lēnām). Illetve sok melléknévből az -i helyett az -u képzővel képzünk határozószót (pl.: vēls - késő, vēlu - későn).
- Igékből: peldēt - úszni -→ peldus, rāpot - mászva -→ rāpus - mászva, stb.
- Számnevekből: divi (kettő) - divatā (ketten), trīs (három) - trisajā (hárman), stb.

### Birtokos szerkezet kifejezése
- A birtoklást a magyar nyelvhez hasonlóan a nekem van valamim szerkezettel fejezik ki, szemben az ólettel, ahol még megvolt a birtoklást kifejező ige (Es turu... - Én birtoklok...) csakúgy, mint más indoeurópai nyelveknél.
- A birtoklást kifejező nekem van szerkezetet az alábbi táblázatban foglaljuk össze:

|            | Egyes szám     | Többes szám     |
| ---------- | -------------- | --------------- |
| 1. személy | Man ir         | Mums ir         |
| 2. személy | Tev ir         | Jums ir         |
| 3. személy | Viņam/Viņai ir | Viņiem/Viņām ir |

### Elöljárószók
- A lett nyelvben az eseteken kívül a különböző viszonyok kifejezésére széles körben használnak elöljárószókat is.
- Az elöljárószók egyes számban birtokos vagy tárgyesettel állnak, csak egy kötőszó (līdz - -ig) áll egyes számban részes esettel.
- Az elöljárószók többes számban mindig részes esetet vonzanak, kivétel a dēļ (miatt), labad (-ért) és a pēc (után) amelyek többes számban birtokos esettel állnak. Bár a dēļ és a labad hagyományosan elöljárószók, mondatbeli helyzetük alapján sokkal inkább névutónak számítanak.
- Egyes szám birtokos esettel állnak a következő elöljárószók: aiz - mögött, bez - nélkül, dēļ - miatt, kopš - óta, labad - ért, no tól/től, pēc - után, pie - nál/nél/hoz/hez, pirms/priekš - előtt, uz - on/en/ön, virs - fölött, zem - alatt
- Egyes szám tárgyesettel állnak a következő elöljárószók: ap - körül, ar - val/vel, caur - át/keresztül, gar - mellett/mentén, pa -n(vmin rajta keresztül), par - ról/ről/ként, pār - át/felett, pret - szemben, starp - között, uz - ba/be/ra/re
- Egyes szám részes esettel áll a līdz -ig elöljárószó.

## Példák
- Sveiks! - Helló!
- Labrīt! - Jó reggelt!
- Labdien! - Jó napot! (általános köszönés, bármikor használatjuk)
- Labvakar! - Jó estét!
- Jā./Nē. - Igen./Nem.
- Lūdzu. - Kérem.
- Paldies. - Köszönöm.
- Atvainojiet. - Bocsánat/Elnézést.
- Ļoti patīkami. - Örvendek a találkozásnak.
- Visu labu! - Minden jót!
- Uz drīzu tikšanos! / Uz redzēšanos! - Viszlát!
- Vai Jūs runājat angliski/vāciski/krieviski? - Beszél Ön angolul/németül/oroszul?
- Es nerunāju latviski. - Nem beszélek lettül.
- Es nesaprotu. - Nem értem.
- Cik tas maksā? - Mennyibe kerül?
- lēts/dārgs - olcsó/drága
- atvērts/aizvērts - nyitva/zárva
- Kur ir slimnīca/policija/viesnīca/stacija/lidosta? - Hol van a kórház/rendőrség/hotel/állomás/repülőtér?
- pārtikas veikals - élelmiszerbolt
- valutas maiņa - pénzváltó
- benzīna uzpildes stacija - benzinkút
- mehāniķis - szerelő